# Нагорно-Карабахский областной комитет КП Азербайджана
Нагорно-Карабахский областной комитет КП Азербайджана (азерб. Азәрбајҹан Коммунист Партијасы Дағлыг Гарабағ Мухтар Вилајәт Комитәси) — орган управления областной партийной организацией, действовавший в Нагорном-Карабахе в 1923—1991 годах. Первый секретарь Нагорно-Карабахского областного комитета Коммунистической партии Азербайджана был высшей должностью в Нагорно-Карабахской АО. Должность была создана в 1923 году и ликвидирована 14 сентября 1991 года в связи с самороспуском Компартии Азербайджана. Первого секретаря де-факто обычно назначали Политбюро ЦК КПСС или Генеральный секретарь ЦК КПСС.

## Список первых секретарей комитета
| ФИО                                   | срок должности   | срок должности   | годы жизни       |
| ФИО                                   | Начало           | Конец            | годы жизни       |
| Первый секретарь                      | Первый секретарь | Первый секретарь | Первый секретарь |
| ------------------------------------- | ---------------- | ---------------- | ---------------- |
| Мануцян, Серо Бархударович            | июль 1923        | декабрь 1923     | 1890—1961        |
| Камари, Акоп Минаевич                 | декабрь 1923     | апрель 1924      | 1885—1930        |
| Саркисов, Николай Абасович            | апрель 1924      | октябрь 1924     | ?—?              |
| Силанян, Гайк Хачатурович             | октябрь 1924     | 1925             | 1898—1938        |
| Саакянц, Артавазд Александрович       | 1925             | август 1929      | 1895—1939        |
| Данилян, М. К.                        | 1929             | декабрь 1929     | ?—?              |
| Карамян, Ашот Абрамович               | август 1929      | июнь 1930        | 1898—1938        |
| Варунц, Хорен                         | июнь 1930        | август 1931      | ?—?              |
| Григорьян, Каро Шамирович             | август 1931      | август 1933      | 1899—1938        |
| Батикян, Баграт Саркисович            | август 1933      | март 1934        | 1899—1944        |
| Погосов, Пётр Альбертович             | март 1934        | сентябрь 1937    | 1901—1938        |
| Манукянц, Михаил Сергеевич            | сентябрь 1937    | январь 1940      | 1909—1968        |
| Аванесов, Александр Михайлович        | январь 1940      | январь 1942      | 1901—1942        |
| Григорьян, Егише Петросович           | март 1942        | март 1946        | 1902—?           |
| Манукянц, Михаил Сергеевич            | март 1946        | март 1948        | 1909—1968        |
| Григорьян, Тигран Григорьевич         | март 1948        | январь 1949      | 1899—1983        |
| Абрамов, Седрак Карапетович           | январь 1949      | февраль 1952     |                  |
| Григорьян, Егише Петросович           | февраль 1952     | декабрь 1958     | 1902—?           |
| Шахназаров, Николай Самсонович        | декабрь 1958     | октябрь 1962     | 1908—            |
| Мелкумян, Гурген Аллахвердович        | 25 октября 1962  | 27 октября 1973  | 1915—2007        |
| Кеворков, Борис Саркисович            | 27 октября 1973  | 24 февраля 1988  | 1932—1998        |
| Погосян, Генрих Андреевич             | 24 февраля 1988  | 20 января 1989   | 1931—2000        |
| Габриелян, Ваган Аскерович            | 20 января 1989   | 27 августа 1990  | 1936—1993        |
| Малков, Борис Александрович как и. о. | 27 августа 1990  | 14 сентября 1991 |                  |